# Metodystyczno-Zielonoświątkowy Kościół w Chile
Metodystyczno-Zielonoświątkowy Kościół Chile (hiszp. Iglesia metodista pentecostal de Chile) – największy Kościół protestancki działający w Chile o charakterze metodystycznym i pentekostalnym. Wywodzi się i bierze swoje początki z Metodystycznego Kościoła Episkopalnego. Został założony 12 września 1909, uzyskując osobowość prawną 30 września 1929. W 2005 Kościół liczył około 300 tysięcy wiernych w 4000 zborach.
Należy do grupy Kościołów zielonoświątkowych praktykujących chrzest niemowląt.

## Zob. też
- Pentekostalizm w Chile